# Zaur Kuramagomedov
Zaur Kuramagomedov (en russe : Заур Курамагомедов, transcription française : Zaour Kouramagomedov), né le 30 mars 1988 à Tyrnyaouz (Kabardino-Balkarie, en Union soviétique), est un lutteur gréco-romain russe.

## Biographie
Le 6 août 2012, il obtient la médaille de bronze aux Jeux olympiques de Londres en catégorie des moins de 60 kg.